# Kōsa
Kōsa (japanska: 甲佐町?, Kōsa-machi) är en landskommun (köping) i Kumamoto prefektur i Japan.  